# Regabellator profugus
Regabellator profugus is een pissebed uit de familie Nannoniscidae. De wetenschappelijke naam van de soort is voor het eerst geldig gepubliceerd in 1981 door Joseph F. Siebenaller & Robert Raymond Hessler.